# Glaucocharis exsectella
Glaucocharis exsectella là một loài bướm đêm trong họ Crambidae.